# Serranía de Macuira
La serranía de Macuira es una pequeña cadena montañosa de Colombia ubicada en la península de La Guajira, en jurisdicción del municipio de Uribia del departamento de La Guajira.
La serranía de Macuira se encuentra en medio del desierto de La Guajira, alcanzando una altura de 864 metros sobre el nivel del mar, aislada de las montañas de la Sierra Nevada de Santa Marta y la Cordillera Oriental de los Andes colombianos. La zona está bajo la protección del Parque nacional natural Macuira.
La serranía mide unos 35 km de longitud y 10 km de ancho, y se encuentra a unos 10 km del mar Caribe. La sierra se compone de tres macizos montañosos interconectados, el más alto es el cerro Palúa (864 metros sobre el nivel del mar), y le sigue el cerro de Jibome (753 metros sobre el nivel del mar) con una superficie total de 250 km². El área es hogar de numerosa fauna y especies de flora, y por su humedad relativamente alta causada por los vientos alisios y su proximidad con el mar Caribe se presenta un bosque de árboles enanos y bosques de neblina.